# Kříž v Nádražní ulici v Borohrádku
Pískovcový kříž se nalézá v Nádražní ulici v městečku Borohrádek v okrese Rychnov nad Kněžnou.

## Popis
Na hranolovém soklu je umístěn pilíř zakončený římsou, na které je umístěn menší sokl, na kterém stojí kříž s korpusem Krista oděného pouze do bederní roušky. Na přední straně pilíře je umístěna reliéfní kartuše s nápisem: ó Wy WšICknI kteřIž gDete okoLo,pozorugte gestLI boLest gako boLest Ma.Ier:1.12.